# Asterix en Cleopatra (film)
Asterix en Cleopatra is een Frans-Belgische animatiefilm uit 1968 gebaseerd op het gelijknamige stripboek uit de Asterix-stripreeks. Het is de tweede film gebaseerd op deze stripreeks. De film won in 1974 een Goldene Leinwandprijs.

## Verhaal
Na een verhit argument met Julius Caesar over diens gebrekkige vertrouwen in de Egyptenaren, gaat Koningin Cleopatra een weddenschap met hem aan: haar volk zal binnen drie maanden een nieuw paleis bouwen voor Caesar in Alexandrië. Cleopatra geeft deze taak aan haar beste architect: Tekenis. Als hij slaagt zal ze hem met goud overladen. Als hij faalt, zal hij voor de heilige krokodillen worden gegooid.
Tekenis zoekt hulp bij Panoramix voor deze onmogelijke taak. Panoramix gaat akkoord om naar Egypte te komen voor de opdracht. Asterix en Obelix gaan met hem mee, en Obelix neemt tegen protesten van Asterix in ook Idéfix mee.
In Egypte blijkt al snel hoe erg de situatie is. Niet alleen is er maar weinig tijd om het paleis te bouwen, Tekenis blijkt ook nog eens een slechte architect. Ook blijkt Tekenis een grote rivaal te hebben genaamd Artifis (in de Nederlandse versie Plurkis genoemd), die koste wat het kost de bouw van het paleis wil verhinderen. Hij zet de arbeiders aan tot staken vanwege de harde werkomstandigheden, maar wanneer Panoramix de arbeiders toverdrank geeft gaan ze weer gewoon aan het werk. Vervolgens probeert hij de aanvoer van nieuwe stenen te saboteren, zodat de Galliërs gedwongen zijn zelf nieuwe te gaan halen in Gizeh. Terwijl de stenen worden ingeladen, kijken de drie Galliërs wat rond in Gizeh. Obelix breekt per ongeluk de neus van de Sfinx af. De Galliërs krijgen een rondleiding in een van de piramides. Hun gids blijkt echter een handlanger van Artifis, en sluit het drietal op in de piramide. Dankzij Idéfix weten ze toch de uitgang weer terug te vinden.
In een laatste poging de Galliërs te stoppen probeert Artifis hen te beschuldigen van een moordaanslag op Cleopatra met een vergiftigde taart. Panoramix maakt een tegengif voor deze taart, waarmee de drie Galliërs Cleopatra kunnen laten denken dat de taart niet vergiftigd was, en ze dus vals beschuldigd zijn. Hierna worden Artifis en zijn helper gevangen en gedwongen mee te werken aan het paleis.
Er dreigt echter een nieuw gevaar: Caesar ontdekt dat de Galliërs Tekenis helpen het paleis te bouwen, en besluit maatregelen te nemen om te voorkomen dat het paleis binnen drie maanden af is. Hij probeert eerst Panoramix te laten ontvoeren, maar dat mislukt. Vervolgens opent hij de aanval op het paleis met katapulten. Asterix waarschuwt Cleopatra, waarna zij Caesar op laat houden met zijn aanval.
Het paleis is uiteindelijk op tijd klaar. Tekenis wordt geëerd, en de Galliërs reizen terug naar hun dorp aan boord van Cleopatra's luxeschip.

## Rolverdeling
| Personage           | Stemacteur        | Nederlandse stem     |
| ------------------- | ----------------- | -------------------- |
| Asterix             | Roger Carel       | Olaf Wijnants        |
| Obelix              | Jacques Morel     | Ger Smit             |
| Cleopatra           | Micheline Dax     | Corry van der Linden |
| Panoramix           | Henri Labussière  | Paul van Gorcum      |
| Numerobis (Tekenis) | Pierre Tornade    | Arnold Gelderman     |
| Amonbofis (Plurkis) | Bernard Lavalette | Jan Anne Drenth      |
| Tournavis (Caponis) | Jacques Baletin   | ?                    |
| Caesar              | Serge Souvion     | Paul van Gorcum      |

## Achtergrond
De film is in vergelijking met zijn voorganger, Asterix de Galliër, voorzien van betere animatie en soundtrack. Ook waren Asterix-bedenkers René Goscinny en Albert Uderzo ditmaal wel betrokken bij de productie; de vorige film was zonder hun medeweten gemaakt. Net als Asterix de Galliër is Asterix en Cleopatra een Belgisch-Franse coproductie.
De film is in feite een musical met drie muzikale nummers en meer achtergrondmuziek dan de vorige film. Elementen van satire en surrealistische humor zijn sterk in de film aanwezig:
- Cleopatra neemt een (melk)bad en oefent daarbij toonladders. De maanloze leeuw van Cleopatra wordt ook aangevoerd en waar deze eerst mee toonladders zingt met Cleopatra, hangt hij nadien zo vermakelijk de kluns uit dat Cleopatra er blij van wordt.
- In de originele Franstalige versie zit een surrealistische droomscène waar Obelix in een musical-nummer over eten zingt. Deze scène vindt plaats alvorens ze de piramiden bezoeken. In de Nederlandstalige versie ontbreekt deze scène aanvankelijk, in recente versies werd ze er weer in geplakt, maar met Engelstalige audio.
- De derde muzikale insteek is wanneer Plurkis en Caponis samen de vergiftigde taart maken.

De piraten zijn niet de gekende zooi, maar enkele minder klunzige kerels, al is de kapitein daar eerder uitzondering op. 
De eerste keer worden ze door Obelix en Asterix geënterd om de Egyptenaren te redden, de tweede keer botsen onze helden op hen op de Nijl, als ze door Plurkis aan worden geworven om de Galliërs een kopje kleiner te worden. Beide nederlagen schrijft de kaperkapitein toe aan 'een verkeerd manoeuvre'. Een andere toegevoegde scène is die waarin Caesar Panoramix laat ontvoeren door Egyptische huurlingen.
In 2002 kwam een Franse speelfilm uit over hetzelfde verhaal: Asterix & Obelix: Missie Cleopatra.